# Traktat om oprettelse af Det Europæiske Kul- og Stålfællesskab
Traktat om oprettelse af Det Europæiske Kul- og Stålfællesskab  (EKSF-traktaten), underskrevet den 18. april 1951 mellem Frankrig, Vesttyskland, Italien og Benelux, grundlagde det Europæiske Kul- og Stålfællesskab (EKSF), som senere blev del af Den Europæiske Union.
Traktaten trådte i kraft den 23. juli 1952 og udløb samme dato i 2002, præcis 50 år efter dens ikrafttræden.
Mange anså traktaten som en hjørnesten i arbejdet for at forene Europa i fred efter 2. verdenskrig. Nogle af de største fjender under 2. verdenskrig arbejdede nu sammen om produktionen af kul og stål, hvilket var centralt i krigsindustrien.

## Tidslinje
| Underskrevet Ikrafttrædelse Dokument | 1948 Bruxelles-traktaten                      | 1951 1952 Paris-traktaten      | 1954 1955 Ændrede Bruxellestraktat           | 1957 1958 Rom-traktaterne                    | 1965 1967 Fusionstraktaten                   | 1975 - Rådsmødekonklusioner                  | 1985 Schengen-traktaten                      | 1986 1987 EF-pakken                          | 1992 1993 Maastricht-traktaten               | 1992 1993 Maastricht-traktaten | 1997 1999 Amsterdam-traktaten | 2001 2003 Nice-traktaten  | 2007 2009 Lissabon-traktaten | 2007 2009 Lissabon-traktaten |  |
|                                      |                                               |                                |                                              |                                              |                                              |                                              |                                              |                                              |                                              |                                |                               |                           |                              |                              |  |
| Den Europæiske Unions tre søjler:    |                                               |                                |                                              |                                              |                                              |                                              |                                              |                                              |                                              |                                |                               |                           |                              |                              |  |
| Europæiske Fællesskaber:             |                                               |                                |                                              |                                              |                                              |                                              |                                              |                                              |                                              |                                |                               |                           |                              |                              |  |
|                                      | Det Europæiske Atomenergifællesskab (EURATOM) |                                |                                              |                                              |                                              |                                              |                                              |                                              |                                              |                                |                               |                           |                              |                              |  |
|                                      |                                               |                                | Det Europæiske Kul- og Stålfællesskab (EKSF) | Det Europæiske Kul- og Stålfællesskab (EKSF) | Det Europæiske Kul- og Stålfællesskab (EKSF) | Det Europæiske Kul- og Stålfællesskab (EKSF) | Traktaten ophørte i 2002                     | Traktaten ophørte i 2002                     | Traktaten ophørte i 2002                     |                                | Den Europæiske Union (EU)     | Den Europæiske Union (EU) |                              |                              |  |
|                                      |                                               |                                | Det Europæiske Økonomiske Fællesskab (EØF)   |                                              |                                              |                                              |                                              |                                              |                                              |                                | Den Europæiske Union (EU)     | Den Europæiske Union (EU) |                              |                              |  |
|                                      |                                               |                                |                                              | Schengen-samarbejdet                         |                                              |                                              | Det Europæiske Fællesskab (EF)               | Det Europæiske Fællesskab (EF)               |                                              |                                | Den Europæiske Union (EU)     | Den Europæiske Union (EU) |                              |                              |  |
|                                      |                                               | TREVI                          | TREVI                                        | TREVI                                        | Retlige og indre anliggender (RIA)           |                                              | Det Europæiske Fællesskab (EF)               | Det Europæiske Fællesskab (EF)               |                                              |                                | Den Europæiske Union (EU)     | Den Europæiske Union (EU) |                              |                              |  |
|                                      | Politi- og strafferetligt samarbejde (PSS)    | TREVI                          | TREVI                                        | TREVI                                        | Retlige og indre anliggender (RIA)           |                                              |                                              |                                              |                                              |                                | Den Europæiske Union (EU)     | Den Europæiske Union (EU) |                              |                              |  |
|                                      |                                               |                                |                                              |                                              | Europæiske Politiske Samarbejde (EPS)        | Fælles udenrigs- og sikkerhedspolitik (FUSP) | Fælles udenrigs- og sikkerhedspolitik (FUSP) | Fælles udenrigs- og sikkerhedspolitik (FUSP) | Fælles udenrigs- og sikkerhedspolitik (FUSP) |                                | Den Europæiske Union (EU)     | Den Europæiske Union (EU) |                              |                              |  |
| Vestunionen (WU)                     | Vestunionen (WU)                              | Den Vesteuropæiske Union (WEU) | Den Vesteuropæiske Union (WEU)               | Den Vesteuropæiske Union (WEU)               | Den Vesteuropæiske Union (WEU)               | Den Vesteuropæiske Union (WEU)               | Den Vesteuropæiske Union (WEU)               |                                              |                                              |                                |                               | Den Europæiske Union (EU) |                              |                              |  |
| Vestunionen (WU)                     | Vestunionen (WU)                              | Den Vesteuropæiske Union (WEU) | Den Vesteuropæiske Union (WEU)               | Den Vesteuropæiske Union (WEU)               | Den Vesteuropæiske Union (WEU)               | Den Vesteuropæiske Union (WEU)               | Den Vesteuropæiske Union (WEU)               | Traktaten ophørte i 2011                     |                                              |                                |                               |                           |                              |                              |  |
|                                      |                                               |                                |                                              |                                              |                                              |                                              |                                              |                                              |                                              |                                |                               | v d r                     |                              |                              |  |